# Pollenia bentalia
Pollenia bentalia este o specie de muște din genul Pollenia, familia Calliphoridae, descrisă de Andy Z. Lehrer în anul 2007.
Este endemică în Israel. Conform Catalogue of Life specia Pollenia bentalia nu are subspecii cunoscute.